# Planetary Invasion
Planetary Invasion é o quinto álbum de estúdio do grupo de R&B Midnight Star. Lançado em 1984 e produzido pelo integrante do grupo Reggie Calloway, este álbum alcançou a sétima posição na parada de álbuns de R&B liderado pelo single número um "Operator". Este single também rendeu ao grupo seu primeiro e até hoje único single no top 20 nas paradas pop, chegando a décima oitava posição no início de 1985.

## Faixas
1. "Body Snatchers"  (Reggie Calloway, Vincent Calloway, Melvin Gentry, Bill Simmons, Bo Watson)  6:55
2. "Scientific Love" (Calloway, Gentry, Kenneth Gant, Belinda Lipscomb, Watson)  6:19
3. "Let's Celebrate"  (Calloway, Jeff Cooper, Gentry, Lipscomb, Bobby Lovelace, Watson)  4:57
4. "Curious"  (Gentry, Lovelace, Watson)   4:19
5. "Planetary Invasion"  (Calloway, Calloway, Lovelace, Simmons, Watson)  6:10
6. "Operator"  (Calloway, Calloway, Lipscomb, Watson)  7:30
7. "Today My Love"  (Calloway, Watson)  4:59
8. "Can You Stay with Me"  (Calloway, Cooper, Lipscomb, Lovelace, Simmons, Watson)  4:03

## Singles
| Ano  | Single            | Posições nas paradas | Posições nas paradas | Posições nas paradas |
| Ano  | Single            | EUA                  | EUA R&B              | EUA Dance            |
| ---- | ----------------- | -------------------- | -------------------- | -------------------- |
| 1984 | "Operator"        | 18                   | 1                    | 15                   |
| 1985 | "Scientific Love" | 80                   | 16                   | 19                   |
| 1985 | "Body Snatchers"  | —                    | 31                   | —                    |